# Magdaléna Štrompachová

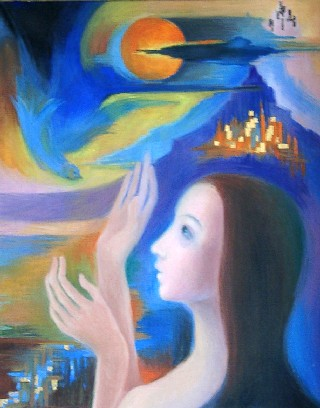
L'ocell blau (1987)

Magdaléna Štrompachová, de nom de naixement Magdolna Drescher, (Budapest, 23 de setembre de 1919- Bratislava, 17 de novembre de 1988) fou una pintora i restauradora ugroeslovaca. Va fundar amb el seu espòs Ludwig Strompach una escola de belles arts on va ser professora (1964-1973), d'on han sortit diversos artistes, entre ells els seus dos fills.

## Biografia
Štrompachová va créixer a Baja (Hongria). La seva mare era pianista aficionada i el seu pare violinista i professor de violí.
Va estudiar a la Universitat de Belles Arts d'Hongria. El 1946 es va mudar amb el seu marit a Praga on va treballar en uns estudis de cinema, el 1950 a Eslovàquia, i des de 1986 va viure entre Budapest i Bratislava.